# Piero Ruzzante
Piero Ruzzante (Padova, 11 giugno 1963) è un politico italiano.

## Biografia
Viene eletto consigliere comunale a Padova per la prima volta nel 1985 con il Partito Comunista Italiano, venendo riconfermato nel 1990 e nel 1995, quest'ultima volta eletto con il Partito Democratico della Sinistra. Cessa dal suo mandato nel 1998. Tra luglio e ottobre 1992 è stato anche assessore comunale.
Viene eletto deputato nel 1996 con il PDS. Alle elezioni politiche del 2001 è rieletto deputato con i Democratici di Sinistra. È stato membro, dal 2001 al 2006, della IV Commissione difesa e della XI Commissione trasporti, poste e telecomunicazioni.
Nel 2004 è stato consigliere provinciale a Padova, eletto con i DS e poi passato al Partito Democratico.
È eletto consigliere regionale in Veneto alle elezioni del 2010 con il PD. Viene riconfermato alla tornata del 2015.
Nel 2017 lascia il Partito Democratico per aderire al nuovo partito Articolo 1 - Movimento Democratici e Progressisti. Tra dicembre 2017 e novembre 2018 rappresenta il cartello Liberi e Uguali. 
Nel 2020 pubblica con Antonio Martini per Utet libri "Eppure il vento soffia ancora. Gli ultimi giorni di Enrico Berlinguer".
Nel 2023 pubblica, ancora con Antonio Martini, per Utet libri "L'acqua non ha memoria. Storia salvata del disastro del Vajont".